# Ernesto Munro Palacio
Ernesto Munro Palacio (Puerto Peñasco, Sonora, México, 16 de octubre de 1948) es un ex-beisbolista de ligas menores y político miembro del Partido Acción Nacional (PAN), fue presidente de este mismo de 2018 a 2021. Es padre del también político Ernesto Munro López, y es hermano del escrito ganador de un premio Ariel, Guillermo Munro Palacio. 
En septiembre del año 2000 fue nombrado diputado plurinominal de la LVI Legislatura del Congreso del Estado de Sonora. El 13 de septiembre de 2009 tomó protesta como Secretario Ejecutivo de Seguridad Pública de Sonora, al darse a conocer el gabinete del exgobernador Guillermo Padrés Elías.

## Primeros años
La familia de Munro Palacio llegó desde Hermosillo a la ciudad de Puerto Peñasco en el año de 1928, para trabajar en el pequeño campo pesquero que era aún esa ciudad, sus padres Guillermo Munro Fourcade y María Palacio fueron de los primeros pobladores en asentarse ahí. Él y sus hermanos pasaron su infancia transcurriendo desde Bahía de Kino, Puerto Libertad y Puerto Peñasco, este último fue el lugar dónde pasaron la mayoría de su juventud y adultez. Ernesto fue lanzador/pítcher en 1968 del equipo de béisbol de Torreón, en 1969 también fue de los Tiburones, y en 1970 fue parte del los Sultanes de Monterrey.

## Elecciones de 1991
En el año de 1991 Munro se postuló por el PAN como candidato a la presidencia municipal de Puerto Peñasco, el 18 de agosto de ese mismo año los resultados dieron la mayoría de votos al candidato opuesto del Partido Revolucionario Institucional (PRI) Conrado Vélez Rivera. Munro Palacio demandó fraude en las elecciones por posible compra de votos Ante esto, el pueblo y militantes del PAN se manifestaron con hechos violentos y disturbios en la ciudad, destruyendo oficinas de gobierno, quemando automóviles y dañando comercios locales. El entonces Secretario de Gobierno de Sonora Manlio Fabio Beltrones, quién en esas mismas elecciones era candidato a la gubernatura del estado por el PRI junto a la Policía Judicial Estatal solucionaron los distubios, calmando a los protestantes y obtando por designar a un presidente municipal interino, ajeno a los ambos candidatos anteriores.